# NGC 4785
NGC 4785 este o galaxie seyfert de tip 2⁠(d) situată în constelația Centaurul. A fost descoperită în 1 martie 1835 de către John Herschel.